# Marc Vaillancourt
 (novembre 2015).
Marc Vaillancourt (Chicoutimi, 26 août 1952 - ) est un écrivain et poète québécois. Il vit aujourd’hui à Montréal.
Il a obtenu le Prix de poésie du Salon du Livre de Saguenay–Lac-Saint-Jean et le Prix de la Société des écrivains canadiens (2001) pour son recueil de poésie, Amant Alterna Camenae.
Outre ses ouvrages, il a publié une centaine d'articles, billets, poèmes, récits et recensions dans une vingtaine de revues et anthologies au Québec et à l'étranger.
Plusieurs de ses œuvres sont disponibles à la Grande Bibliothèque (BAnQ).

## Œuvres
- Équation Personnelle (1992) - Poésie
- Lignes de Force (1994) - Poésie
- Le Petit Chosier (1995) - Nouvelles
- Les Corps Simples (1996) - Poésie
- Almageste (1998) - Poésie
- Amant Alterna Camenæ (2000) - Poésie
- Les Feuilles de la Sibylle (2002) - Essai
- Les Loisirs de Palamède (2003) - Poésie
- Au Poil et à la Plume (2004) - Essai
- Un Travelo Nommé Daisy (2004) - Roman
- Le Bonheur (2005) - Traduction nouvelle de "De Vita Beata" (Sénèque) et de "De Beata Vita" (saint Augustin)
- La Cour des Contes (2006) - Conte
- La Plupart des Hommes Meurent de Chagrin (2009)
- L'Honneur manque de bras (Obsidiane, 2010) - Essai
- Du rififi à Scribouillelande (Obsidiane, 2017) - Essai,  (ISBN 978-2-916447-77-3)

## Articles
- Le Devoir
- La voix du nord (France)
- Nordlittoral (France)
- Esquelbook
- Le Canard enchaîné - Mercredi 12 janvier 2011, page 6. Article intitulé: Prises de Québec